# أسرة بهاء الله
بهاءالله، المسمّى بميرزا حسين علي النوري، هو مؤسس الدين البهائي. وُلِد عام 1817م لخديجة خانم وميرزا بزرك النوري المازندراني، في طهران. وأسس الدين البهائي عام 1863م.
هذة المقالة عن أفراد أسرة بهاءالله، مؤسس الديانة البهائية. تتكون عائلة بهاءالله من زوجاته الثلاث وأطفال هؤلاء الزوجات. يعتبر البهائيون أطفال آسية خانم وبهاءالله "العائلة المقدسة" البهائية، وهم عباس أفندي الملقب بعبدالبهاء، وبهية خانم، وميرزا مهدي، نظرًا لأنهم ثبتوا على عهدهم لبهاءالله حتى آخر حياتهم.
في الديانة البهائية، يُطلق لقب "أغصان" على أبناء الميرزا حسين علي النوري الذكور؛ وتلقب بناته بلقب "ورقات".

## ذرية بهاءالله من آسية خانم
آسية خانم هي زوجة بهاءالله الأولى، وهي بنت ميرزا إسماعيل الوزير، وتنحدر من عائلةٍ نبيلةٍ وثريةٍ. تزوجها بهاءالله في طهران عام 1835م وكان عمرها 15 عامًا. كان ثمرة زواجها من بهاءالله سبعة أبناء، توفي أربعة منهم في طفولتهم. خاطبها بهاءالله باسم نواب، والورقة العليا. توفيت في عام 1886م في عكا، ودُفنت على جبل الكرمل في الحدائق المقدسة في حيفا الواقعة بالقرب من ضريح الباب. أطلق عليها بهاء الله لقب "زوجته الدائمة"، واختار ابنها عباس لإدارة أمور الجامعة البهائية من بعده. يعتبر البهائيون أطفال آسية خانم وبهاءالله "العائلة المقدسة" البهائية. أطفالها هم:

### عبدالبهاء (عباس أفندي)
وُلِد عباس المعروف باسم عبدالبهاء عام 1844م في طهران، وتوفي عام 1921م في حيفا. كان أكبر أبناء آسية وبهاءالله. أشار إليه بهاءالله بألقابٍ مختلفةٍ مثل "سرُّ الله" و"سركار آقا" و"المثل الأعلى" و"الغصن الأعظم". وبعد وفاة بهاءالله في 29 مايو 1892م، عيّن بهاءالله في وصيته "كتابُ عهدي" عبدالبهاء مركزًا للعهد والميثاق وخليفةً له ومفسرًا لكتابات بهاءالله. وخلال فترة وجوده كرئيسٍ للدين، بينما كان لا يزال سجينًا لدى الإمبراطورية العثمانية، التقى بالعديد من الحجاج الزوار، وكان على اتصالٍ دائمٍ بالبهائيين في جميع أنحاء العالم. بعد ثورة تركيا الفتاة عام 1908م، والتي حرّرت جميع السجناء السياسيين في الإمبراطورية العثمانية، أُطلق سراح عبدالبهاء من السجن. وفي عام 1910م، وبعد أن حصل على حرية مغادرة البلاد، شرع في رحلةٍ لمدة ثلاث سنواتٍ إلى مصر وأوروبا وأمريكا الشمالية، لنشر الرسالة البهائية. في 27 أبريل 1920م، حصل على لقب "فارس" من قِبَل الانتداب البريطاني على فلسطين لجهوده الإنسانية في توفير الغذاء لأهالي المنطقة خلال الحرب العالمية الأولى. توفي عبدالبهاء في 28 نوفمبر 1921م في حيفا التابعة لفلسطين آنذاك، ودُفن في إحدى غرف مرقد الباب الواقع على سفح جبل الكرمل.

### بهية خانم
ولدت بهية في طهران عام 1846م، وكانت الابنة الكبرى لبهاءالله وآسية خانم. لقبها بهاءالله بالورقة المباركة العليا. كانت عزيزةً بشكلٍ خاصٍ على والدها ويُنظر إليها في الدين البهائي باعتبارها واحدةً من أعظم النساء على الإطلاق. وقفت إلى جانب شقيقها عبدالبهاء، مركز العهد والميثاق، وظلت وفيةً له مدى العمر. تم منحها منصب القائم بأعمال رئيس الدين مرارًا وتكرارًا عندما غاب عبدالبهاء بسبب أسفاره إلى الغرب (خلال الفترات بين عامي 1910م و1913م)، وغياب شوقي أفندي (خلال الفترات بين عامي 1922م و 1924م) عن المركز البهائي العالمي في حيفا. وقد شعر شوقي أفندي على وجه الخصوص بدعمها خلال فترةٍ صعبةٍ أعقبت وفاة عبدالبهاء. توفيت بهية خانم في 15 يوليو 1932م ودُفنت في الحدائق البهائية الواقعة على جبل الكرمل، تحت نصب "الورقة المباركة العليا" الذي أقيم لها في المركز البهائي العالمي.

### ميرزا مهدي
وُلِد ميرزا مهدي في طهران عام 1848م، ولُقّب بالغصن الأطهر. توفي عن عمرٍ يناهز 22 عامًا في 23 يونيو 1870م في عكا، بعد سقوطه من خلال نافذة السقف في السجن بينما كان مشغولاً بالصلاة. تُعد وفاته ذات أهميةٍ كبيرةٍ في التاريخ البهائي وذلك لأن بهاءالله عرض عليه فرصة الشفاء، ومع ذلك، اختار التضحية بحياته حتى يتحرر البهائيون من سجن عكا. دُفن ميرزا مهدي في النهاية إلى جانب والدته آسية خانم في الحدائق البهائية على جبل الكرمل في حيفا بالقرب من أخيه وأخته.

### آخرون:
أنجبت آسية خانم أربعة أطفال آخرين، كلهم أبناء، ولكن بسبب وفاتهم المبكرة لا يُعرف الكثير عنهم:
- كاظم: توفي وهو صغير.[16]
- صادق: توفي في الثالثة أو الرابعة من عمره.[15][17][18][19]
- علي محمد: توفي في مازندران في السابعة من عمره.[15]
- علي محمد الثاني: ولد وتوفي في بغداد في السنة الثانية من عمره.[15]

## ذرية بهاءالله من فاطمة خانم
ولدت فاطمة خانم عام 1828م في مازندران، وكانت تُعرف عمومًا باسم مهد عُليا. كانت فاطمة ابنة عم بهاء الله، وتزوجت في الرابعة عشرة من رجل دينٍ مؤثر يكبرها بعدة عقودٍ. ويبدو أنها أصبحت أرملةً بعد ذلك بفترةٍ وجيزةٍ، ربما في السادسة عشرة من عمرها. يُقال إن عمة بهاءالله توسلت إليه أن يتزوج ابنة عمه الأرملة ووافق بهاءالله على مضضٍ. تزوجا عام 1849م في طهران، وأنجبت ستة من أطفال بهاءالله، نجا أربعة منهم حتى سن الرشد. قيل إنها كانت شديدة الغيرة، وكانت تحمل عداوةً كبيرةً تجاه عبدالبهاء. توفيت عام 1904م، وتم وصفها لاحقًا بأنها ناقضةٌ للعهد.

### صمدية خانم
تزوجت صمدية من مجد الدين، وهو ابن كليم، شقيق بهاءالله. كان مجد الدين أحد أعظم منتقدي عبدالبهاء، وفي النهاية أُعلن عن صمدية ومجد الدين باعتبارهما ناقضي العهد. توفيت صمدية عن عمرٍ يناهز 49 عامًا في عام 1904/5م.

### محمد علي أفندي
وُلِد محمد علي أفندي في بغداد عام 1853م. أطلق عليه بهاء الله لقب "الغصن الأكبر"، وعندما أعلن بهاءالله بأن عبدالبهاء هو خليفته، حدد أن محمد علي هو التالي في المرتبة بعد عبدالبهاء. بدافع الغيرة من عبدالبهاء، تآمر محمد علي لتقويض زعامة أخيه، لكنه لم يتمكن من الحصول على دعمٍ واسع النطاق من البهائيين. عندما توفي عبدالبهاء، تناولت وصيته "ألواح الوصايا" بالتفصيل كيف كان محمد علي غير مخلصٍ للعهد، واصفًا إياه بأنه ناقضٌ للعهد، وعيّن عبدالبهاء شوقي أفندي خليفته بدلاً منه. وصف شوقي أفندي محمد علي بأنه "ناقض عهد بهاءالله". توفي محمد علي في عام 1937م. ودُفن في إحدى مقبرتين بهائيتين في ضريحٍ مربعٍ مغطى بالقبة البيضاء.

### ضياء الله
وُلِد ضياء الله في 15 أغسطس 1864م، في أدرنة. كان يتأرجح في الولاء بين إخوته، ووُصِف بأنه ناقضٌ للعهد. تزوج ثريا سمندري، ابنة الشيخ كاظم سمندر وشقيقة طراز الله سمندري، أحد أيادي أمر الله، وكان الزواج بلا أطفالٍ. توفي في 30 أكتوبر 1898م في حيفا. دُفن ضياء الله في البداية بجوار والده في مرقد بهاءالله في قصر بهجي. وبعد أن أُعلن أنه ناقضٌ للعهد، تم نقل رفات ضياء الله لاحقًا إلى مكانٍ آخر.

### بديع الله
وُلِد بديع الله أفندي في أدرنة عام 1867م. ولأغلب حياته، دعم تحدي شقيقه لسلطة عبد البهاء كمركزٍ للعهد. ومع ذلك، بعد تراكم ديونٍ ماليةٍ كبيرةٍ، رفض بديع الله محمد علي في عام 1903م، وأعلن ولاءه لعبدالبهاء من خلال توزيع رسالةٍ مفتوحةٍ تندد بمحمد علي، والمعروفة باسم رسالة بديع الله. ثم تلقى الدعم من عبدالبهاء الذي سدّد ديونه. ولكن بعد ثلاثة أشهرٍ، استأنف دعمه العلني لمحمد علي وأبلغه بما لاحظه أثناء دعمه لعبدالبهاء. توفي في إسرائيل في الأول من نوفمبر 1950م.

### آخرون
- علي محمد الثالث: مات وعمره سنتين في بغداد.[15]
- سجية خانم: ولدت في بغداد وماتت وعمرها سنتين في اسطنبول.[15]

## ذرية بهاءالله من جوهر (جواهر) خانم
ولدت جوهر في كاشان في عائلةٍ بابيةٍ. أحضرها شقيقها ميرزا مهدي الكاشاني إلى بغداد بهدف خدمة عائلة بهاءالله وآسية خانم، وتزوجها بهاءالله حوالي عام 1241م، التزامًا بالعرف المتداول آنذاك بضرورة عقد نكاح الخادمة. عندما غادر بهاءالله بغداد عام 1242م، بقيت جوهر خانم في بغداد، على عكس زوجتيه الأخريين. وأثناء إقامتها في بغداد، كانت مع شقيقها، وبعد فترةٍ من الزمن، تم ترحيل جوهر وشقيقها إلى الموصل مع بهائيي بغداد. كتب شقيق جوهر العديد من الرسائل إلى بهاءالله للسماح لهما بدخول عكا، وأخيرًا أعطى بهاءالله الإذن، ودخل الأخ والأخت عكا عام 1870م. كان لبهاءالله وجوهر ابنة اسمها فروغية، التي ولدت في عكا. عُرفت جوهر وابنتها فروغية على أنهما نقضتا العهد بعد وفاة بهاءالله. توفيت جوهر في وقتٍ ما بين 1892م و 1921م.

### فروغية خانم
لا يُعرف سوى القليل نسبيًا عن فروغية. فروغية هي ابنة بهاءالله وتزوجت من السيد علي أفنان، نجل صهر الباب. لقد انحازت هي وزوجها وأطفالها (وخاصة نيّر الأكبر) إلى محمد علي ضد عبدالبهاء، وتم وصفهم بأنهم ناقضون للعهد.

## تعدد الزوجات
كان لبهاء الله ثلاث زوجاتٍ في نفس الوقت، بينما تعلم ديانته الزواج الأحادي، ويعتبر هذا موضوعًا للنقد. إن التعاليم البهائية حول المساواة بين الجنسين والزواج الأحادي تسبق زيجات بهاءالله، ويُفهم أنها ذات طبيعةٍ تطوريةٍ، مما يقود البهائيين ببطءٍ بعيدًا عما كان ممارسةَ ثقافيةَ متجذرةَ بعمقٍ.
تزوج بهاءالله زوجته الأولى في طهران عندما كانا مسلمين، وتزوج زوجته الثانية أيضًا في طهران، عندما كان هو وزوجته الأولى وزوجته الجديدة جميعًا بابيين. وفقًا لقوانين وتقاليد الإسلام، والتي كان بهاءالله يتبعها في وقت زواجه، يُسمح للرجل بأربع زوجاتٍ. تمت كتابة قوانين الزواج البهائية في كتاب الأقدس بعد أكثر من عشر سنواتٍ من زواجه الأخير. في هذا الكتاب، يحدّ من عدد الزوجات إلى اثنتين دون محظيات ويذكر أن وجود زوجةً واحدةً فقط سيكون سببًا للهدوء لكلا الشريكين. وقد فسر عبدالبهاء هذا لاحقًا بأن وجود زوجةً ثانيةً مشروطٌ بمعاملة كلتا الزوجتين بالعدل والمساواة، ولم يكن ذلك ممكنًا في الممارسة العملية، وبالتالي تم توثيق الزواج الأحادي. ربما تأثر هذا التفسير بالمنطق المكافئ لبعض العلماء المسلمين الذين يفسرون موقف القرآن المسموح به بشأن تعدد الزوجات - المقيد بأربع زوجات - كما هو موضحٌ في الآية 4:3 ليكون خاضعًا للشرط المستحيل للعدالة المطلقة من جانب الزوج.
يعدّ تعدد الزوجات عادةً قديمةً ومتداولًا في الديانات الأخرى. وفقًا لشريعة موسى، يمكن للرجل أن يكون لديه العديد من الزوجات كما يريد. هناك وجهات نظر مختلفة بين المسيحيين حول أمر تعدد الزوجات، وبالتأكيد كانت بعض الجماعات تشجعه وتنفذه. وفي شبه الجزيرة العربية، فرض نبي الإسلام، محمد، القيد على أربع زوجاتٍ، وهو ما لم يكن له أي قيودٍ من قبل. فرضت الديانة البهائية تدريجيًا الزواج الأحادي في منطقةٍ كان تعدد الزوجات فيها أسلوب حياةٍ مرغوبًا. وكما جاء في توضيحات الكتاب الأقدس في الفقرة 89 من الكتاب:
قام بهاءالله، الذي كان يشرح تعاليمه بين المجتمع الإسلامي، بترسيخ مسألة الزواج الأحادي تدريجيًا وفقًا لقواعد العقل وأعلن مقاصده علنًا تدريجيًا. إن حقيقة أنه ترك لأتباعه تفسيرًا معصومًا لكتاباته سمح له على ما يبدو بالسماح بتعدد الزوجات في الكتاب الأقدس، لكنه وضع شرطًا سمح لعبد البهاء بتوضيح هذه المسألة لاحقًا بأن الغرض الرئيسي من هذا القانون كان فرض الزواج الأحادي بصورةٍ عقلانيةٍ تدريجيًا.

## ألقاب ذرية بهاءالله
أحد ألقاب بهاء الله هو "سدرة المنتهى"، والذي تُطلق في العربية على الشجرة التي لا مرور بعدها (اقتباس من القرآن 53:14). وفي هذا الصدد، أطلق بهاءالله على ذريته مصطلحات تتعلق بسدرة المنتهى. وقد منح ذريته الذكور لقب "أغْصان" (أي الفروع) والذي يكون في صيغة المفرد "غُصن". يمنح الأدب البهائي مكانةً خاصةً لأعضاء الأغصان، مما يشير إلى أن البهائيين يجب أن يعاملوهم باحترامٍ ولباقةٍ خاصةٍ، لكنه لا يمنحهم أي سلطةٍ إداريةٍ أو روحيةٍ داخل الدين البهائي، غير أولئك الذين تم اختيارهم كخلفاء لبهاءالله في وصيته المدوّنة "كتابُ عهدي".
مُنح ثلاثة من أبناء بهاءالله لقب "غُصن":
عبدالبهاء (عبّاس): الغصن الأعظم.
محمد علي: الغصن الأکبر.
مهدي: الغصن الأطهر.
أطلق بهاءالله على بناته لقب "ورقات" ومفردها "وَرَقَة". وأطلق على ابنته الكبرى بهية خانم (الاسم المعطى هو فاطمة)، لقب "الورقة المباركة العُليا".
أثناء حياة بهاءالله، أشار إلى ابنه الأكبر، عباس، بمصطلحات مثل "سرُّ الله" أو "سركار آقا". وبعد وفاة بهاءالله، اختار لنفسه لقب "عبدُ البهاء".

## وصلات خارجية
- مقالة عن عائلة حسين علي النوري (إنكليزي)